# Lonesome Crow Tour
Lonesome Crow Tour es la primera gira de conciertos de la banda alemana de hard rock y heavy metal Scorpions, en promoción al álbum Lonesome Crow de 1972. Comenzó el 26 de marzo de 1972 en el recinto Capitol de Karlsruhe en Alemania Occidental y culminó el 30 de junio de 1974 en el Glocksee Club de Hannover. Cabe señalar que esta es la última gira de la banda con el bajista Lothar Heimberg y el baterista Wolgang Dziony. Además, fue la primera y única de los bateristas Joe Wyman, Werner Lohr y Jürgen Rosenthal, y del tecladista Achim Kirschning.
De acuerdo con la página oficial de la banda, la gira contó con más de sesenta conciertos. Sin embargo, en 2006 el escritor Matthias Blazek afirmó que existieron medios que estimaron que el tour bordeó las 130 presentaciones. Según él, existe una escasa información sobre la gira; por ejemplo, faltan todas las fechas del segundo semestre de 1972 e inclusive algunos previos de 1971, asegurando que los escasos datos de las presentaciones restantes no son suficientes para recrear todas las fechas del tour.

## Antecedentes
La gira comenzó el 26 de marzo de 1972 en Karlsruhe (Alemania Occidental), un mes después del lanzamiento de Lonesome Crow. Entre abril y mayo la banda teloneó cuatro conciertos de Uriah Heep, mientras que en junio abrió cinco eventos del guitarrista Rory Gallagher. A mitad de ese año, el baterista Wolfgang Dziony renunció y para sustituirlo ingresó el estadounidense Joe Wyman, que estuvo hasta principios de febrero de 1973. Posteriormente, debido a problemas financieros, Wyman regresó a los Estados Unidos y lo reemplazó Werner Lohr. 
El 12 de enero de 1973 en Düsseldorf comenzó la segunda parte de la gira; de hecho, durante los ocho primeros conciertos Scorpions nuevamente fungió como artista de soporte de Gallagher. En las siguientes semanas la banda se presentó en clubes y festivales de música; por ejemplo, el 3 de marzo lideró el Inter Beat Festival de Gifhorn, en cuyo cartel de promoción el nombre fue escrito erróneamente como Skorpions. En junio la banda tuvo la oportunidad de abrir tres presentaciones de UFO, pero una vez que los británicos llegaron a Alemania descubrieron que Bernie Marsden había perdido el pasaporte y por ello las presentaciones estuvieron a punto de ser canceladas. Sin embargo, durante el concierto en Hamburgo (16 de junio), Phil Mogg —vocalista de UFO— se interesó en el talento de Michael Schenker y lo invitó para que reemplazara a Marsden en los shows de Ratisbona (18 de junio) y Wilhelmshaven (23 de junio); finalmente, después de esta última fecha, Mogg le ofreció el puesto de guitarrista líder en UFO. Tras consultarlo con su hermano Rudolf, Michael aceptó porque consideraba que al establecerse en el Reino Unido potenciaría aún más su carrera.
Después de que Michael se unió a UFO, Rudolf recurrió a su amigo y guitarrista Uli Jon Roth para que los ayudara con la presentación en el festival de Vechta (29 de junio). Tras ello, Roth siguió con su labor en su propia banda llamada Dawn Road, mientras que la alineación conformada por Klaus Meine (voz), Rudolf Schenker (guitarra rítmica), Lothar Heimberg (bajo) y Werner Lohr (batería) se separó y, por consiguiente, perdió su contrato con Brain Records. Entusiasmado con trabajar con Roth, Schenker participó de los ensayos de Dawn Road, integrada además por Francis Buchholz (bajo), Jürgen Rosenthal (batería) y Achim Kirschning (teclados). Como no tenían un vocalista propiamente tal —Roth cumplía esa labor a medias—, Schenker les sugirió a Meine. A pesar de tener más músicos de Dawn Road que de Scorpions, optaron por seguir usando este último nombre porque ya tenía cierto reconocimiento en el país. El primer espectáculo de esta nueva alineación se llevó a cabo el 18 de agosto de 1973 en el festival Alpenländer en Lindau, en donde compartieron escenario con cuatro bandas, entre ellas Guru Guru y Atlantis. La televisión alemana grabó el evento y transmitió algunas de las canciones el 9 de noviembre de 1973, según reportó la revista Bravo.
Después de tres presentaciones en septiembre y otras dos en noviembre, las fechas de 1973 terminaron el 29 de diciembre en el festival Christmas Meeting de Hamburgo, evento liderado por Manfred Mann's Earth Band y en donde Scorpions compartió escenario también con Vinegar Joe, Caravan, Greenslade, Brian Auger, John Baldry, Earth & Fire, Epitaph y Gateway Driver. El 1 de febrero de 1974 se dio inicio al último tramo del tour, el cual sumó en total nueve fechas. De estas destacó la doble participación en el festival German Pop Meeting en Essen, ocurridas el 1 y 2 de febrero, que reunió a varias agrupaciones alemanas mayormente ligadas al krautrock, como Eloy y Nektar. La gira culminó el 30 de junio de 1974 en el recinto Glocksee Club de Hannover.

## Fechas

### Fechas de 1972
| Fecha       | País                | Ciudad      | Recinto/Festival             |        |
| Europa      | Europa              | Europa      | Europa                       | Europa |
| ----------- | ------------------- | ----------- | ---------------------------- | ------ |
| 26 de marzo | Alemania Occidental | Karlsruhe   | Capitol                      |        |
| 5 de abril  | Alemania Occidental | Heidelberg  | Stadthalle                   |        |
| 16 de abril | Alemania Occidental | Hamburgo    | Musikhalle Hamburg           |        |
| 2 de mayo   | Alemania Occidental | Lübeck      | Halle Schwarz-Bunte          |        |
| 3 de mayo   | Alemania Occidental | Münster     | Halle Münsterland            |        |
| 21 de mayo  | Alemania Occidental | Langelsheim | Freedom Rock-Festival Ground |        |
| 6 de junio  | Alemania Occidental | Hannover    | Niedersachsenhalle           |        |
| 8 de junio  | Alemania Occidental | Oldemburgo  | Weser-Ems Halle              |        |
| 9 de junio  | Alemania Occidental | Berlín      | Deutschlandhalle             |        |
| 10 de junio | Alemania Occidental | Düsseldorf  | Philipshalle                 |        |
| 11 de junio | Alemania Occidental | Bremen      | Beat-Club                    |        |
| 13 de junio | Alemania Occidental | Sarstedt    | Beat Rock Festival           |        |

### Fechas de 1973
| Fecha            | País                | Ciudad             | Recinto/Festival        |           |
| Europa II        | Europa II           | Europa II          | Europa II               | Europa II |
| ---------------- | ------------------- | ------------------ | ----------------------- | --------- |
| 12 de enero      | Alemania Occidental | Düsserdolf         | Philipshalle            |           |
| 13 de enero      | Alemania Occidental | Hamburgo           | Musikhalle Hamburg      |           |
| 14 de enero      | Alemania Occidental | Emden              | Nordseehalle            |           |
| 16 de enero      | Alemania Occidental | Fráncfort del Meno | HR-Studio               |           |
| 18 de enero      | Alemania Occidental | Mannheim           | Rosengarten             |           |
| 19 de enero      | Alemania Occidental | Saarbrücken        | Sporthalle Bellevue     |           |
| 20 de enero      | Alemania Occidental | Bietigheim         | Ellentalhalle           |           |
| 21 de enero      | Alemania Occidental | Wesel              | Niederrheinhalle        |           |
| 26 de enero      | Alemania Occidental | Fráncfort del Meno | Jahrhunderthalle        |           |
| 16 de febrero    | Alemania Occidental | Karlsruhe          | Piccadilly              |           |
| 3 de marzo       | Alemania Occidental | Gifhorn            | Inter Beat Festival     |           |
| 29 de marzo      | Alemania Occidental | Berlín             | Big Eden                |           |
| 30 de marzo      | Alemania Occidental | Berlín             | Dachluke                |           |
| 31 de marzo      | Alemania Occidental | Berlín             | Sloopy                  |           |
| 1 de abril       | Alemania Occidental | Berlín             | Chita 2000              |           |
| 5 de abril       | Alemania Occidental | Fráncfort del Meno | Zoom Club               |           |
| 6 de abril       | Alemania Occidental | Mannheim           | Colloseum               |           |
| 11 de abril      | Alemania Occidental | Marl               | Discothek Metropol      |           |
| 12 de abril      | Alemania Occidental | Hagen              | Picadilly               |           |
| 13 de abril      | Alemania Occidental | Wurzburgo          | Thing                   |           |
| 14 de abril      | Alemania Occidental | Weißenohe          | Top Act Club            |           |
| 15 de abril      | Alemania Occidental | Schönsee           | Red Act                 |           |
| 19 de abril      | Alemania Occidental | Minden             | Zur Grille              |           |
| 28 de abril      | Alemania Occidental | Kaiserslautern     | Landwirtschaftshalle    |           |
| 2 de mayo        | Alemania Occidental | Faßberg            | Soldatenheim            |           |
| 3 de mayo        | Alemania Occidental | Minden             | Zur Grille              |           |
| 4 de mayo        | Alemania Occidental | Kelheim            | Little Big Apple        |           |
| 5 de mayo        | Alemania Occidental | Bamberg            | Stadthalle              |           |
| 12 de mayo       | Alemania Occidental | Duisburgo          | Laden                   |           |
| 16 de mayo       | Alemania Occidental | Marl               | Discothek Metropol      |           |
| 17 de mayo       | Alemania Occidental | Hagen              | Picadilly               |           |
| 19 de mayo       | Alemania Occidental | Bottrop            | Jugendclub              |           |
| 30 de mayo       | Alemania Occidental | Lübeck             | Kaisersaal              |           |
| 9 de junio       | Alemania Occidental | Witten             | Stadthalle              |           |
| 16 de junio      | Alemania Occidental | Hamburgo           | Renaissance Club        |           |
| 18 de junio      | Alemania Occidental | Ratisbona          | desconocido             |           |
| 23 de junio      | Alemania Occidental | Wilhelmshaven      | Blue Note               |           |
| 29 de junio      | Alemania Occidental | Vechta             | Open Air Vechta Festiva |           |
| 18 de agosto     | Alemania Occidental | Lindau             | Alpenländer Festival    |           |
| 2 de septiembre  | Alemania Occidental | Bokemen            | desconocido             |           |
| 8 de septiembre  | Alemania Occidental | Wasserburg         | desconocido             |           |
| 15 de septiembre | Alemania Occidental | Bremen             | desconocido             |           |
| 1 de noviembre   | Alemania Occidental | Rosengarten        | Mozartsaal              |           |
| 23 de noviembre  | Alemania Occidental | Berlín             | Jugendhaus              |           |
| 29 de diciembre  | Alemania Occidental | Hamburgo           | Christmas Meeting       |           |

### Fechas de 1974
| Fecha        | País                | Ciudad          | Recinto/Festival        |            |
| Europa III   | Europa III          | Europa III      | Europa III              | Europa III |
| ------------ | ------------------- | --------------- | ----------------------- | ---------- |
| 1 de febrero | Alemania Occidental | Essen           | German Pop Meeting Fest |            |
| 2 de febrero | Alemania Occidental | Essen           | German Pop Meeting Fest |            |
| 3 de marzo   | Alemania Occidental | Heidelberg      | Rhein-Neckar-Halle      |            |
| 6 de abril   | Alemania Occidental | Karlsruhe       | Oststadthalle           |            |
| 7 de abril   | Alemania Occidental | Friedrichshafen | Festhalle               |            |
| 13 de abril  | Alemania Occidental | Ulm             | Donauhalle              |            |
| 14 de abril  | Alemania Occidental | Kassel          | Kurshessenhalle         |            |
| 15 de abril  | Alemania Occidental | Hamburgo        | Ernst-Merck-Halle       |            |
| 30 de junio  | Alemania Occidental | Hannover        | Glocksee Club           |            |

## Músicos
- Klaus Meine: voz
- Rudolf Schenker: guitarra rítmica y coros
- Michael Schenker: guitarra líder (desde el principio hasta el 23 de junio de 1973)
- Lothar Heimberg: bajo (desde el principio hasta el 29 de junio de 1973)
- Wolgang Dziony: batería y coros (desde el principio hasta junio de 1972)
- Joe Wyman: batería (desde junio de 1972 hasta febrero de 1973)
- Werner Lohr: batería (desde febrero de 1973 hasta el 29 de junio de 1973)
- Uli Jon Roth: guitarra líder y coros (desde el 18 de agosto de 1973 hasta el final)
- Francis Buchholz: bajo (desde el 18 de agosto de 1973 hasta el final)
- Jürgen Rosenthal: batería (desde el 18 de agosto de 1973 hasta el final)
- Achim Kirschning: teclados (desde el 18 de agosto de 1973 hasta el final)